# Simeon Anthony Pereira
Simeon Anthony Pereira (* 19. Oktober 1927 in Sukkur, Sindh, Pakistan; † 21. August 2006) war ein pakistanischer Geistlicher und römisch-katholischer Erzbischof von Karatschi.

## Leben
Simeon Anthony Pereira empfing am 24. August 1951 das Sakrament der Priesterweihe für das Erzbistum Karatschi.
Am 3. Juli 1971 ernannte ihn Papst Paul VI. zum Titularbischof von Badiae und bestellte ihn zum Weihbischof in Rawalpindi. Der Bischof von Rawalpindi, Nicholas Hettinga MHM, spendete ihm am 7. Oktober desselben Jahres die Bischofsweihe; Mitkonsekratoren waren der Bischof von Multan, Ernest Bertrand Boland OP, und der Bischof von Lyallpur, Francesco Benedetto Cialeo OP, sowie der Bischof von Lahore, Felicissimus Alphonse Raeymaeckers OFMCap, und der Bischof von Hyderabad in Pakistan, Bonaventure Patrick Paul OFM.
Am 17. Dezember 1973 ernannte ihn Paul VI. zum Bischof von Rawalpindi. Papst Johannes Paul II. bestellte ihn am 22. März 1993 zum Koadjutorerzbischof von Karatschi. Am 11. Februar 1994 wurde Simeon Anthony Pereira in Nachfolge des verstorbenen Joseph Kardinal Cordeiro Erzbischof von Karatschi.
Johannes Paul II. nahm am 20. November 2002 das von Simeon Anthony Pereira aus Altersgründen vorgebrachte Rücktrittsgesuch an.